# El Wali Amidane

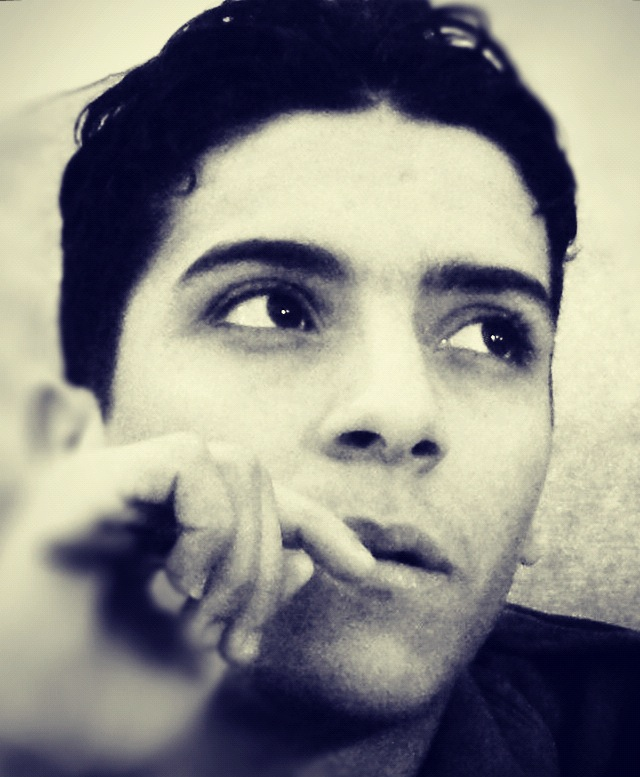
El Wali Amidane im Gefängnis 2006

El Wali Amidane (arabisch الوالي أميدان, DMG al-Wālī Amīdān, geb. 26. Oktober 1986, El Aaiún, Westsahara) ist ein sahrauischer Menschenrechtsaktivist und ein ausgesprochener Gegner der marokkanischen Invasion in das Territorium der Westsahara. Er wurde eingekerkert und gefoltert. Sein Fall erregte internationale Aufmerksamkeit.

## Hintergrund
Im Mai 2005 begann Amidane seine Aktivitäten in der Bewegung der „Zweiten Sahraoui-Intifada“ (انتفاضة الاستقلال intifādat al-istiqlāl). Daraufhin wurde er als einer der ersten Menschenrechtsaktivisten der Sahrawis verhaftet. Er ist Mitglied des Collectif des Défenseurs Sahraouis des droits de l’homme (CODESA).
2006, wenige Monate nach seiner Freilassung, wurde Amidanes Heim von einer Gruppe bewaffneter Spezialeinheiten der marokkanischen Polizei gestürmt. El Wali und seine Schwester Elkouria Amidane wurden verhaftet und gefoltert.
Seine Schwester wurde freigelassen, während El Wali Amidane zu fünf Jahren Haft verurteilt wurde.
Amidane ging mehrmals in Hungerstreik. Während er im Gefängnis saß, wurde der Wohnsitz seiner Familie mehrfach gestürmt und seine Familienmitglieder verprügelt.